# Trésor de Pietroasa

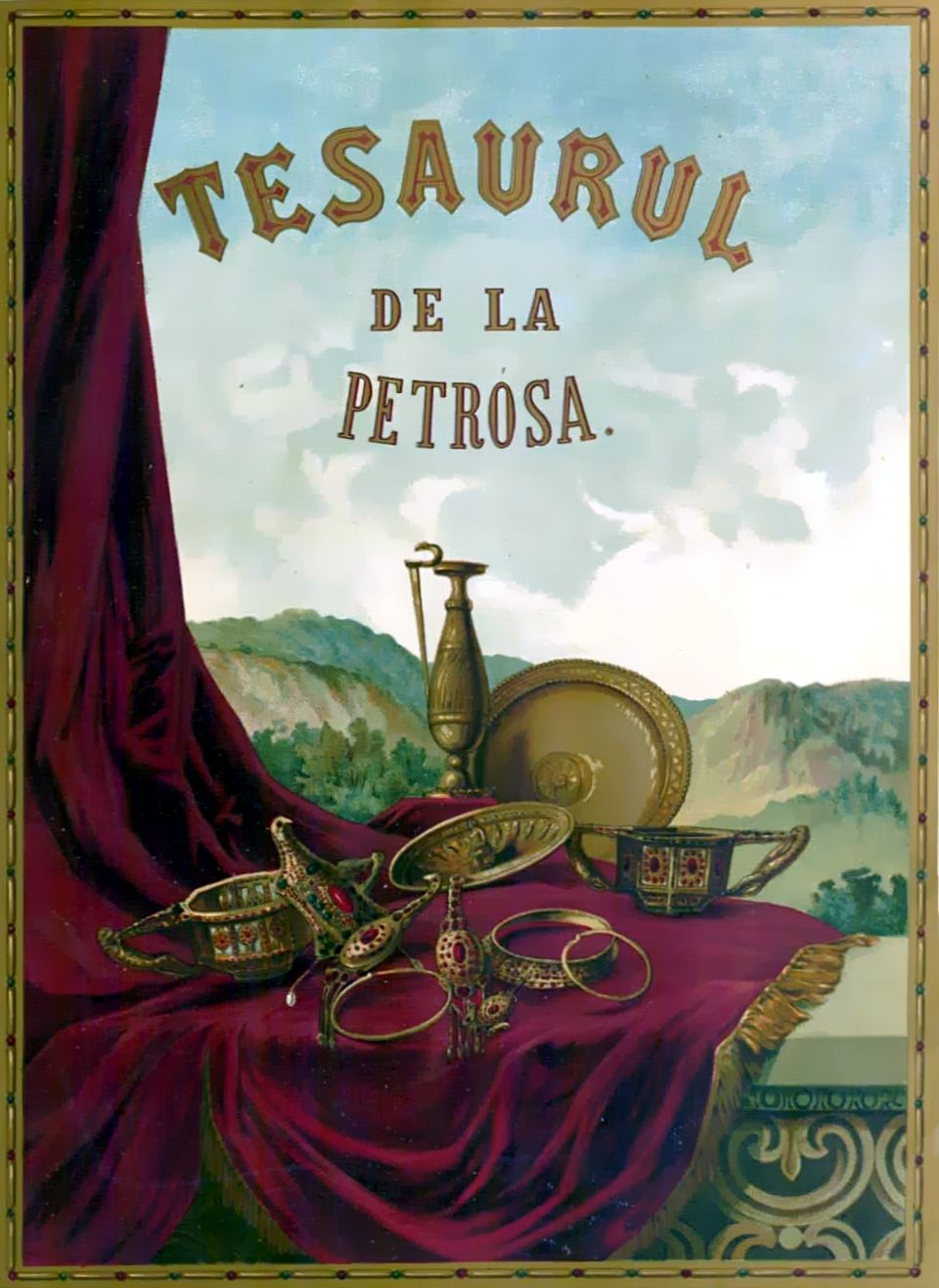
Couverture du livre d'Alexandru Odobescu.

Le trésor de Pietroasa ou trésor de Pietroasele,  est un trésor archéologique découvert en 1837 par un fermier, dans le village de Pietroasele (Județ de Buzău, actuelle Roumanie). Composé initialement de 22 pièces, dont 12 ont disparu durant leur "séjour" en URSS, le trésor est exposé au Musée national d'histoire de Roumanie.

## La découverte
Le trésor de Pietroasa, connu sous le nom populaire de "La poule d'or et les poussins", a été trouvé en Mars-Avril 1837 par deux paysans (Ion Lemnar et Stan Avram). Une partie du trésor aurait été transférée à Moscou en vue d'une exposition mais se serait perdue. L'autre partie se compose des douze pièces qui furent restituées ; elles pèsent 19 kilogrammes d'or et de pierres précieuses. Cet ensemble se trouve dans la Salle des Trésors du Musée national d'histoire de Roumanie à Bucarest.

## La datation
Ce trésor daterait du IVe siècle ou Ve siècle. Il est attribué généralement aux Goths. Deux hypothèses sont avancées : celle des Wisigoths conduits par leur chef Athanaric au IVe siècle qui fuyaient l'invasion des Huns, et celle des Ostrogoths qui s'établirent dans ces lieux au Ve siècle. Dans les deux cas, ces Goths ont cohabité avec une population sédentaire descendant des Daces et vivant au sein de la culture de Tcherniakov. Ensemble, ils ont produit les objets qui composent le trésor : fibules, vases, assiette ornée d'incrustations aux scènes mythologiques, bracelet comportant une inscription runique, etc.

## Composition du trésor

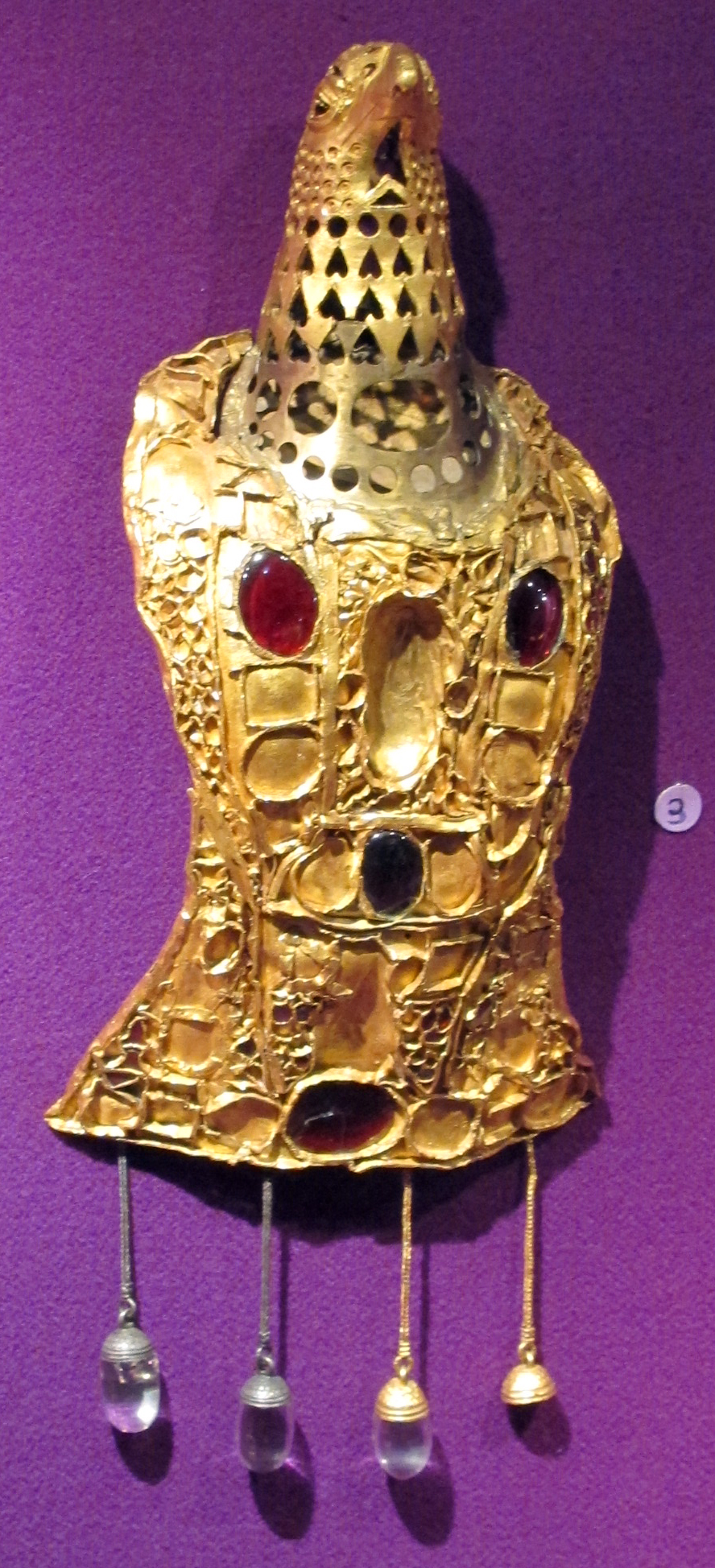
Fibule en forme d'aigle (trésor de Pietroasa). Or, pierres précieuses. H. 26 cm

### Les pièces en or
Elles sont au nombre de cinq :
- un plateau de 7,6 kg, d'un diamètre de 56 cm, brisé en quatre morceaux peu après sa découverte.
- un pichet à vin (œnochoé), d'une hauteur de 37 cm, reconstitué car endommagé après sa découverte.
- une patère avec un décor en relief et une statue au centre, d'un diamètre de 26 cm ; la statue représente un personnage féminin avec un verre à la main, assis sur un trône orné d'un pressoir de vigne.
- un collier avec une inscription gravée en caractères runiques ; c'est la pièce la plus étudiée du trésor.

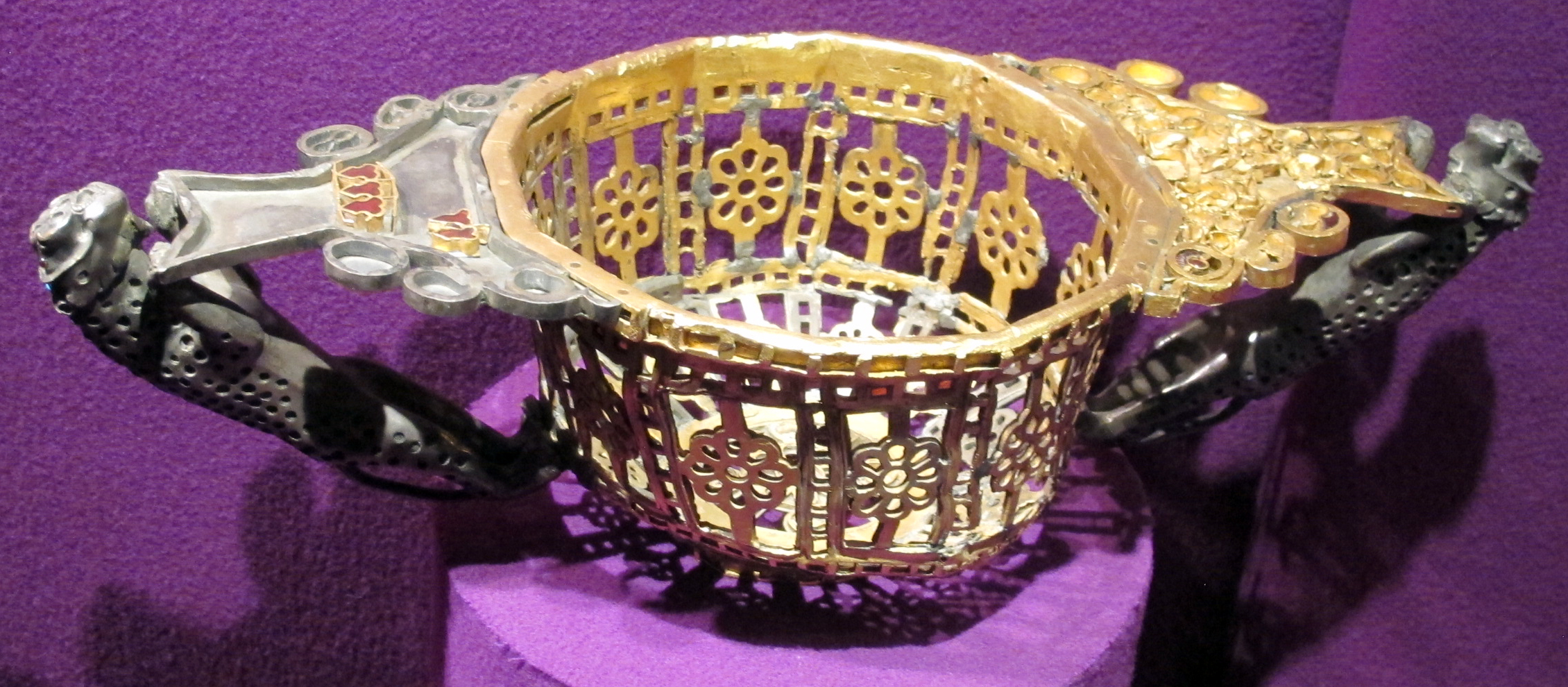
Vase en forme de décagone évidé. Or argent et pierres précieuses. L. 40 cm

- un collier sans inscription.

### Les pièces ornées de pierres précieuses
Elles sont au nombre de sept :
- un collier à charnière.
- quatre fibules, sortes de broches utilisées pour fixer les vêtements ; elles comptent parmi les exemples les plus somptueux de l'antiquité tardive.
- deux récipients de forme polygonale, l'un octogonal et l'autre dodécagonal. Leurs poignées sont en forme de panthères, dont les pattes avant sont au niveau de la partie supérieure du récipient, et le dos et la queue au niveau du fond.

### Pièces perdues
Parmi les dix pièces perdues, on pense qu'il y avait trois colliers, dont l'un avec une inscription, un pichet similaire à l'œnochoé conservé, une patère simple sans décor, une petite fibule et deux paires de bracelets incrustés de pierres précieuses.

## Expositions
C'est l'historien et archéologue roumain Alexandru Odobescu qui organisa l'exposition du trésor en France pour l'exposition universelle de Paris de 1867.
À la fin du mois de novembre 1875, le trésor fut volé au Musée des Antiquités de Bucarest. Il a été récupéré en 1876, mais le collier portant des inscriptions était endommagé. En 1884, un incendie éclata au musée ; pour être sauvé, le trésor fut jeté par la fenêtre. Il fut restauré à Berlin, par Paul Telge, un orfèvre allemand, qui lui donna son aspect définitif.
Évacuées en Russie en 1917 à cause de l'avancée des troupes allemandes, en même temps que le trésor de la banque nationale roumaine, 10 des 22 pièces de Pietroasa furent restituées à la Roumanie par l'URSS qu'en 1956 ; le reste de l'or (y compris les 93,4 tonnes d'or de la banque nationale) est toujours en Russie.

## Note
1. ↑  Mihail Gr. Romașcanu, Le Trésor roumain à Moscou, éd. Saeculum, Bucarest, 2000 et Étude sur le trésor de Pietroasa restitué par l'URSS, éd. de l'Académie roumaine, Bucarest, 1958.